# العلاقات البوتسوانية الميكرونيسية
العلاقات البوتسوانية الميكرونيسية هي العلاقات الثنائية التي تجمع بين بوتسوانا وولايات ميكرونيسيا المتحدة.

## مقارنة بين البلدين
هذه مقارنة عامة ومرجعية للدولتين:
| وجه المقارنة                                              | بوتسوانا                       | ولايات ميكرونيسيا المتحدة |
| --------------------------------------------------------- | ------------------------------ | ------------------------- |
| المساحة (كم2)                                             | 581.74 ألف                     | 702                       |
| عدد السكان (نسمة)                                         | 2.29 مليون                     | 105.54 ألف                |
| الكثافة السكانية (ن./كم²)                                 | 3.94                           | 15.03 ألف                 |
| العاصمة                                                   | غابورون                        | باليكير                   |
| اللغة الرسمية                                             | لغة إنجليزية                   | لغة إنجليزية              |
| العملة                                                    | بولا بوتسواني                  | دولار أمريكي              |
| الناتج المحلي الإجمالي (بليون دولار)                      | 17.41 مليار                    | 336.43 مليون              |
| الناتج المحلي الإجمالي (تعادل القوة الشرائية) بليون دولار | 35.84 مليار                    | 365.27 مليون              |
| الناتج المحلي الإجمالي الاسمي للفرد دولار أمريكي          | 6.36 ألف                       | 3.02 ألف                  |
| الناتج المحلي الإجمالي للفرد دولار أمريكي                 | 16.10 ألف                      |                           |
| مؤشر التنمية البشرية                                      | 0.698                          | 0.640                     |
| رمز المكالمات الدولي                                      | +267                           | +691                      |
| رمز الإنترنت                                              | .bw                            | .fm                       |
| المنطقة الزمنية                                           | ت ع م+02:00، توقيت وسط إفريقيا |                           |

## منظمات دولية مشتركة
يشترك البلدان في عضوية مجموعة من المنظمات الدولية، منها:
| علم المنظمة | اسم المنظمة                                 | تاريخ انضمام بوتسوانا | تاريخ انضمام ولايات ميكرونيسيا المتحدة |
| ----------- | ------------------------------------------- | --------------------- | -------------------------------------- |
|             | مؤسسة التنمية الدولية                       | 24 يوليو 1968         | 24 يونيو 1993                          |
|             | يونسكو                                      | 16 يناير 1980         | 19 أكتوبر 1999                         |
|             | وكالة ضمان الاستثمار متعدد الأطراف          | 15 مايو 1990          | 11 أغسطس 1993                          |
|             | الأمم المتحدة                               | 17 أكتوبر 1966        | 17 سبتمبر 1991                         |
|             | مجموعة دول أفريقيا والكاريبي والمحيط الهادئ | ?                     | ?                                      |
|             | البنك الدولي للإنشاء والتعمير               | 24 يوليو 1968         | 24 يونيو 1993                          |
|             | الاتحاد الدولي للاتصالات                    | 2 أبريل 1968          | 18 مارس 1993                           |
|             | منظمة حظر الأسلحة الكيميائية                | ?                     | ?                                      |
|             | مؤسسة التمويل الدولية                       | 23 مارس 1979          | 24 يونيو 1993                          |
|             | المركز الدولي لتسوية المنازعات الاستشارية   | 14 فبراير 1970        | 24 يوليو 1993                          |

## وصلات خارجية
- موقع وزارة الخارجية البوتسوانية